# Peng Bo
Peng Bo (n. 18 februarie 1981, Nanchang⁠(d), Republica Populară Chineză) este un săritor în apă ce a reprezentat Republica Populară Chineză, medaliat olimpic. A participat la o ediție a Jocurilor Olimpice (2004) în care a câștigat o medalie de aur.